# Ryttarporträtt av Sigismund, kung av Polen och Sverige
Ryttarporträtt av Sigismund, kung av Polen och Sverige är en oljemålning från omkring 1624. Den attribueras den flamländske barockkonstnären Peter Paul Rubens ateljé och tros huvudsakligen ha utförts av Cornelis de Vos. Verket ingår i Nationalmuseums samlingar sedan 1866 och är sedan 1931 deponerad på Statens porträttsamling på Gripsholms slott.  
Ryttarporträttet av den svensk-polske kungen Sigismund kan ha tillkommit i samband med sonen Vladislavs besök i Antwerpen 1624 då även ett ryttarporträtt av honom själv liksom ett antal vävda tapeter tros ha beställts. Porträttet tillhörde Johan Gabriel Stenbock och så småningom Carl Gustaf Tessin, som förde det till Paris, där konservatorn Louis François Colins förlängde duken. Bland senare ägare märks Lovisa Ulrika av Preussen och Gustav III. 

## Relaterade målningar

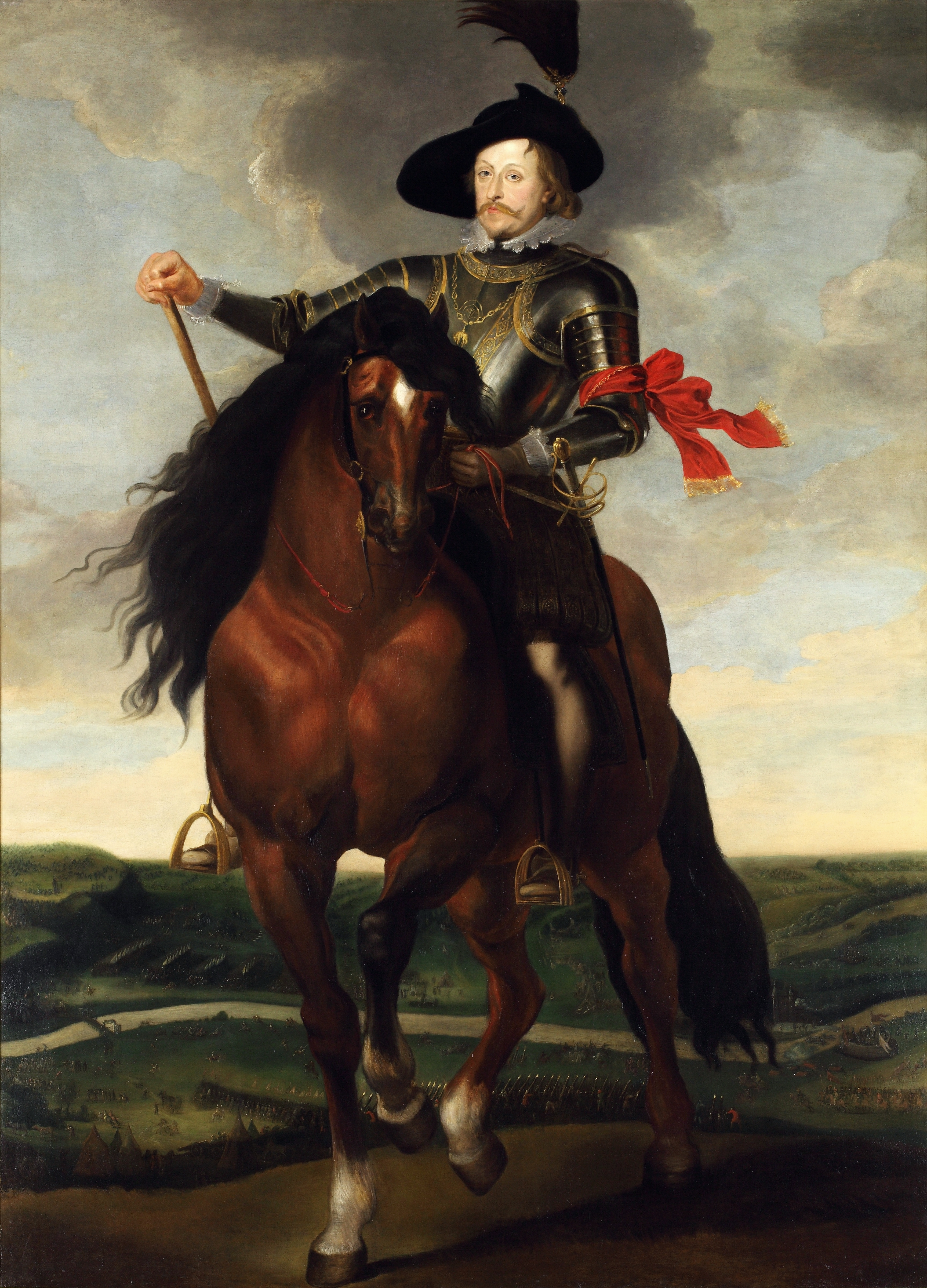
Ryttarporträtt av Vladislav IV av Polen av Pieter Soutman, även han verksam i Rubens ateljé (cirka 1625). Zamek Królewski na Wawelu i Kraków.
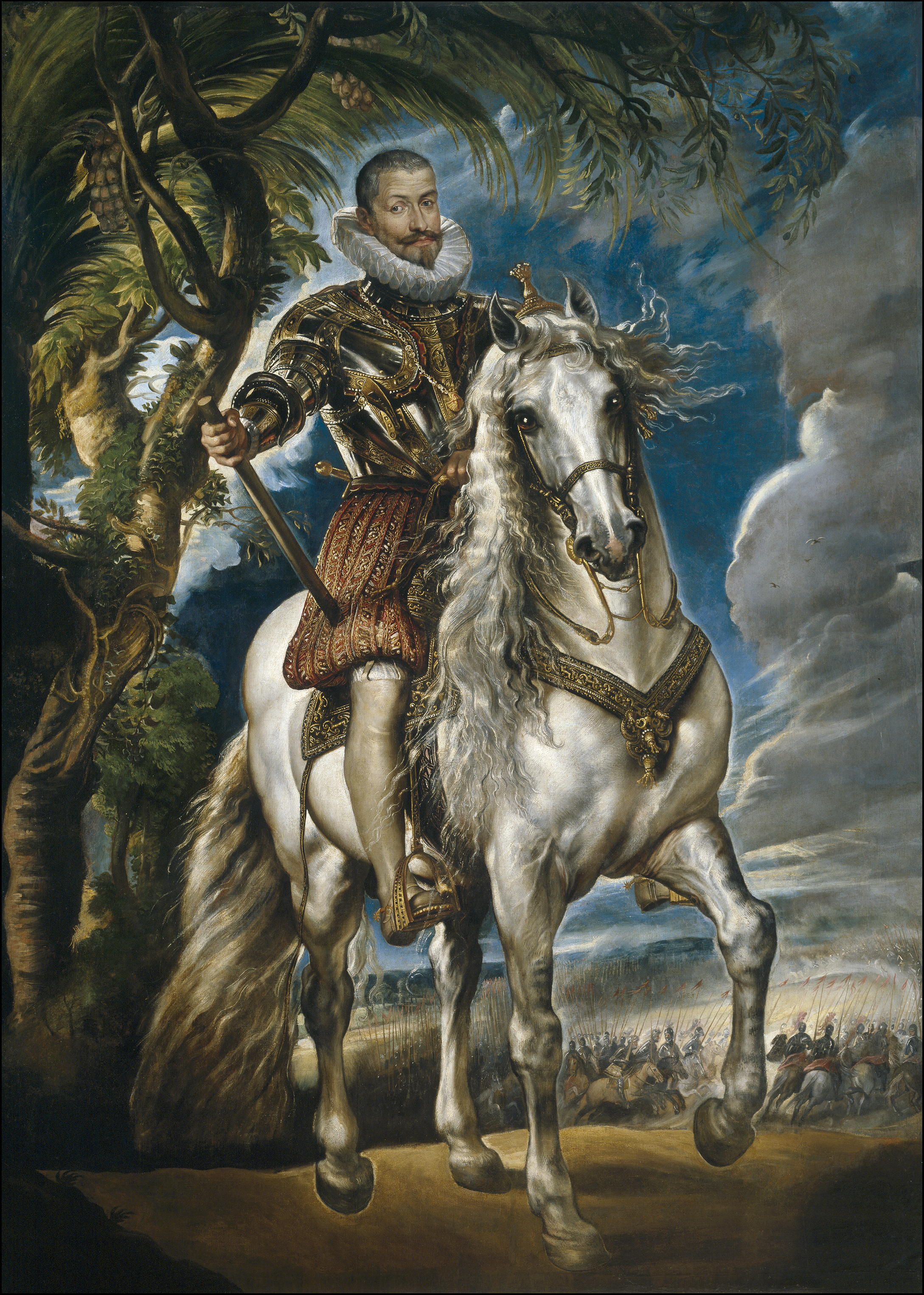
Ryttarporträtt av hertigen av Lerma av Peter Paul Rubens (1603), Pradomuseet.